# آنا اسکارسون
آنا اسکارسون (انگلیسی: Anna Oskarsson؛ زادهٔ ۲۳ ژوئن ۱۹۹۶) بازیکن فوتبال اهل سوئد است.
وی همچنین در تیم ملی فوتبال زنان سوئد بازی کرده‌است.